# 格蕾瑪·布卡爾·庫拉
格蕾瑪·布卡爾·庫拉（法語：Grémah Boukar Koura，1959年2月2日—），是一位屢獲殊榮的尼日爾記者。

## 生平

### 早期生涯
布卡爾於1959年2月2日在尼日爾曼恩-索羅亞出生。於1989年，布卡爾創立了安法尼通訊社（Anfani），並於兩年後的一月創辦了《安法尼》。於1994年，布卡爾創立了安法尼電台，其目的是打破當時政府壟斷廣播的局面。因為約七成的尼日爾國民都是文盲，因此無線電廣播是尼日市民接收新聞的主要媒體。而安法尼電台作為尼日爾其中一個主要媒體，其國際新聞來源主要為美國之音、英國廣播公司國際、以及德國之聲電台。而當地新聞則由一班調查記者負責尋找資訊。

### 麦纳萨拉時期
於1996年1月，易卜拉欣·巴雷·麦纳萨拉向尼日爾首位經民主選舉產生的總統马哈曼·奥斯曼發動軍事政變，並成功奪權。麦纳萨拉奪權後，安法尼電台便成為了麦纳萨拉政府的目標之一。於1996年7月，安法尼電台因報道關於反對麦纳萨拉政府組織的新聞而被尼日爾士兵惡意破壞電台工作室，並將其強制關閉一個月。於1997年3月，五名穿著軍服的男子把電台工作室洗劫一空，並毀壞了價值$80,000美元的新安裝的設備。在接下來的幾個星期中，布卡爾、三名電台記者及兩名電台保安被捕，且布卡爾及其中一位保安被控「組織對自己的襲擊，以吸引國際組織捐款」。於1998年夏，布卡爾於其居所中被綁架，並受到死亡威脅。

## 獎項
於1998年，布卡爾獲保護記者委員會頒發CPJ国际新闻自由奖。於1999年，布卡爾獲人权观察頒發赫爾曼/哈米特贈款。
於2000年，布卡爾獲國際新聞協會列為50位世界新聞自由英雄之一。而布卡爾所創立的安法尼通訊社亦獲得美国国家民主基金会支持。